# Skogn (przystanek kolejowy)
Skogn – kolejowy przystanek osobowy w Skogn, w okręgu Trøndelag w Norwegii, jest oddalony od Trondheim o 76,01 km. Położony 49,9 m n.p.m.

## Ruch pasażerski
Należy do linii Nordlandsbanen. Jest elementem kolei aglomeracyjnej w Trondheim i obsługuje lokalny ruch do Trondheim S i Steinkjer.  Pociągi odjeżdżają co pół godziny w godzinach szczytu i co godzinę poza szczytem.

## Obsługa pasażerów
Wiata, poczekalnia, parking na 40 miejsc, parking rowerowy, telefon publiczny, przystanek autobusowy, postój taksówek. Odprawa podróżnych odbywa się w pociągu.